# Andronymus neander
Andronymus neander là một loài bướm ngày thuộc họ Hesperiidae. Nó được tìm thấy ở tropical Africa.
Sải cánh dài 38–46 mm đối với con đực và 42-48 đối với con cái. Con trưởng thành bay từ tháng 9 đến tháng 4 in South Africa. There are continuous generations quanh năm further north.
Ấu trùng ăn Brachystegia species (bao gồm Brachystegia spiciformis).

## Phụ loài
- Andronymus neander neander
- Andronymus neander thomasi Riley, 1928